# Puente Spuyten Duyvil
El puente Spuyten Duyvil es un puente colgante de ferrocarril que cruza el arroyo Spuyten Duyvil entre Manhattan y el Bronx, en la ciudad de Nueva York (Estados Unidos). El puente está ubicado en el extremo norte de Manhattan, donde el arroyo Spuyten Duyvil se encuentra con el río Hudson, aproximadamente a 305 m al oeste del puente Henry Hudson.
El puente Spuyten Duyvil se construyó para llevar dos vías, pero ahora solo tiene una vía en el lado este del tramo. Es parte de la West Side Line y es utilizada por los trenes de Amtrak que viajan a lo largo de Empire Connection. El tramo es utilizado por aproximadamente 30 trenes al día y se abre más de 1000 veces al año, principalmente durante los meses de verano para Circle Line Sightseeing Cruises y embarcaciones de recreo. 

## Historia
Un puente levadizo de ferrocarril de madera a través de Spuyten Duyvil fue construido por primera vez por Ferrocarril de Nueva York y el río Hudson en 1849. El ferrocarril continuó hacia el sur a lo largo de West Side Line hasta St. John's Park Terminal en el Lower Manhattan y transportaba servicios de carga y pasajeros. El Ferrocarril del Río Hudson se fusionó con el Ferrocarril de Nueva York y Harlem en 1869, creando el Ferrocarril del río Hudson y Central de Nueva York, y la mayoría de los trenes comenzaron a pasar por alto el puente, en lugar de ir a la Grand Central Terminal en Midtown Manhattan. Un puente de hierro reemplazó el tramo de madera en 1895.
El puente de acero actual fue diseñado por Robert Giles y construido en 1900. Los pilares descansan sobre cimientos de pilotes en el lecho del río. El puente consta de tres secciones fijas, así como una 88,4 m sección giratoria, que podría girar casi 65 grados y dejar un espacio de 30 m de espacio libre en cada lado. El vano oscilante pesaba 200 toneladas y tenía espacio suficiente para colocar dos vías.
Para 1935, había 70 trenes al día usando el puente Spuyten Duyvil, pero después de la Segunda Guerra Mundial, el uso disminuyó. En 1963, el motor de vapor que impulsaba el vano oscilante fue reemplazado por un motor eléctrico. El puente sufrió daños leves tres años después, cuando un barco golpeó el vano oscilante, dejándolo atascado en la posición abierta durante dos semanas. Los trenes dejaron de cruzar el puente Spuyten Duyvil en 1982 y al año siguiente el puente fue dañado por un barco y no pudo cerrarse.
El puente fue rehabilitado a finales de la década de 1980. Empire Service de Amtrak comenzó a utilizar el puente Spuyten Duyvil el 7 de abril de 1991, luego de la finalización de Empire Connection. Esto involucró la conversión de la West Side Line abandonada para acomodar el servicio de pasajeros y conectar con la estación Pennsylvania. Hasta entonces, los trenes de Amtrak que viajaban entre Nueva York y Albany habían utilizado la Grand Central Terminal.
En junio de 2018, Amtrak usó Left Coast Lifter, una de las grúas flotantes más grandes del mundo, para levantar los 730 t de los tramos del puente y trasladarlos a una barcaza para reparar los componentes eléctricos y mecánicos necesarios por los daños causados por el huracán Sandy y años de mal funcionamiento y corrosión. Durante las reparaciones, los trenes que se originaron en Penn Station y usaron el puente se originaron en Grand Central Terminal, sin pasar por el puente. Los trenes regresaron a su ruta regular a Penn Station el 4 de septiembre.

## Incidentes
- En la noche del 16 de febrero de 2004, una mujer de 80 años condujo su automóvil por error hacia el puente desde el lado del río del Bronx y fue atropellada por un tren Amtrak con destino a la Estación Pensilvania. El tren de pasajeros arrastró el automóvil a lo largo de 76 m a lo largo de las vías. Ella sobrevivió con solo heridas leves.[11]

- En la madrugadfa del 24 de octubre de 2010, se produjo un incendio en el puente que suspendió el servicio de trenes hasta más tarde esa noche.[12][13]

- Un bote chocó contra el puente alrededor de las 4:20 p. m. del 29 de mayo de 2016, lo que provocó grandes retrasos en el Corredor Empire, ya que se requería que el puente fuera inspeccionado antes de que los trenes pudieran usarlo nuevamente. No se reportaron heridos en el incidente.[14]

## Galería

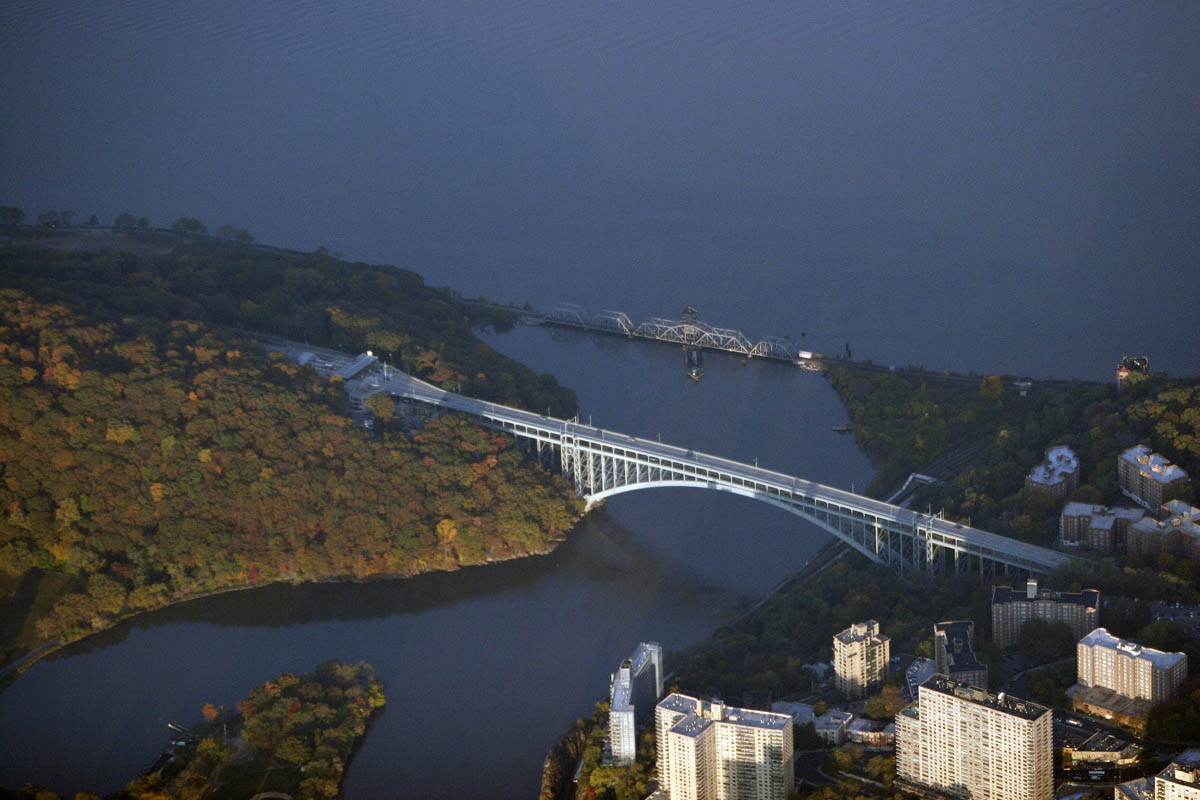
El puente Henry Hudson (en primer plano) y el puente Spuyten Duyvil
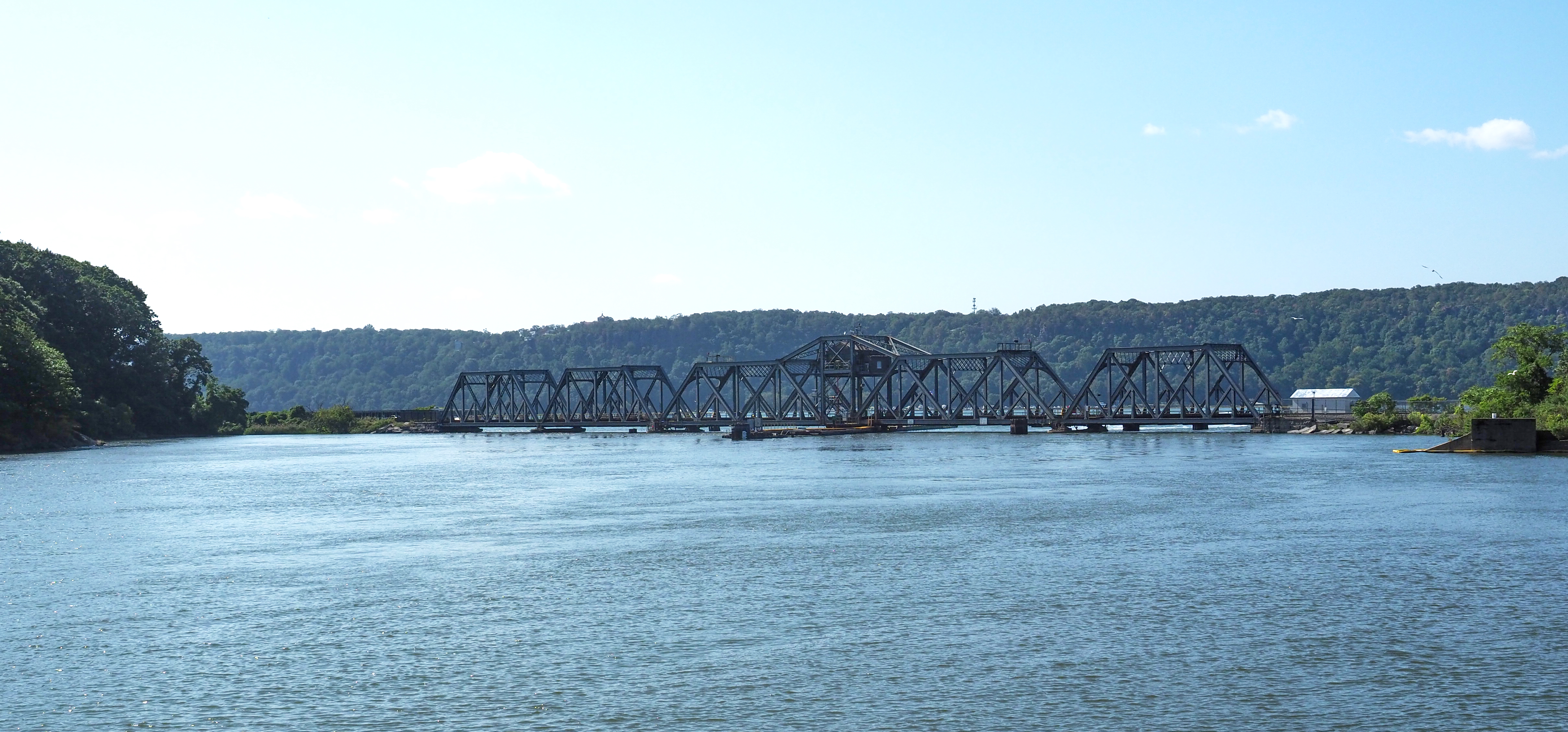
El puente Spuyten Duyvil desde la estación Spuyten Duyvil
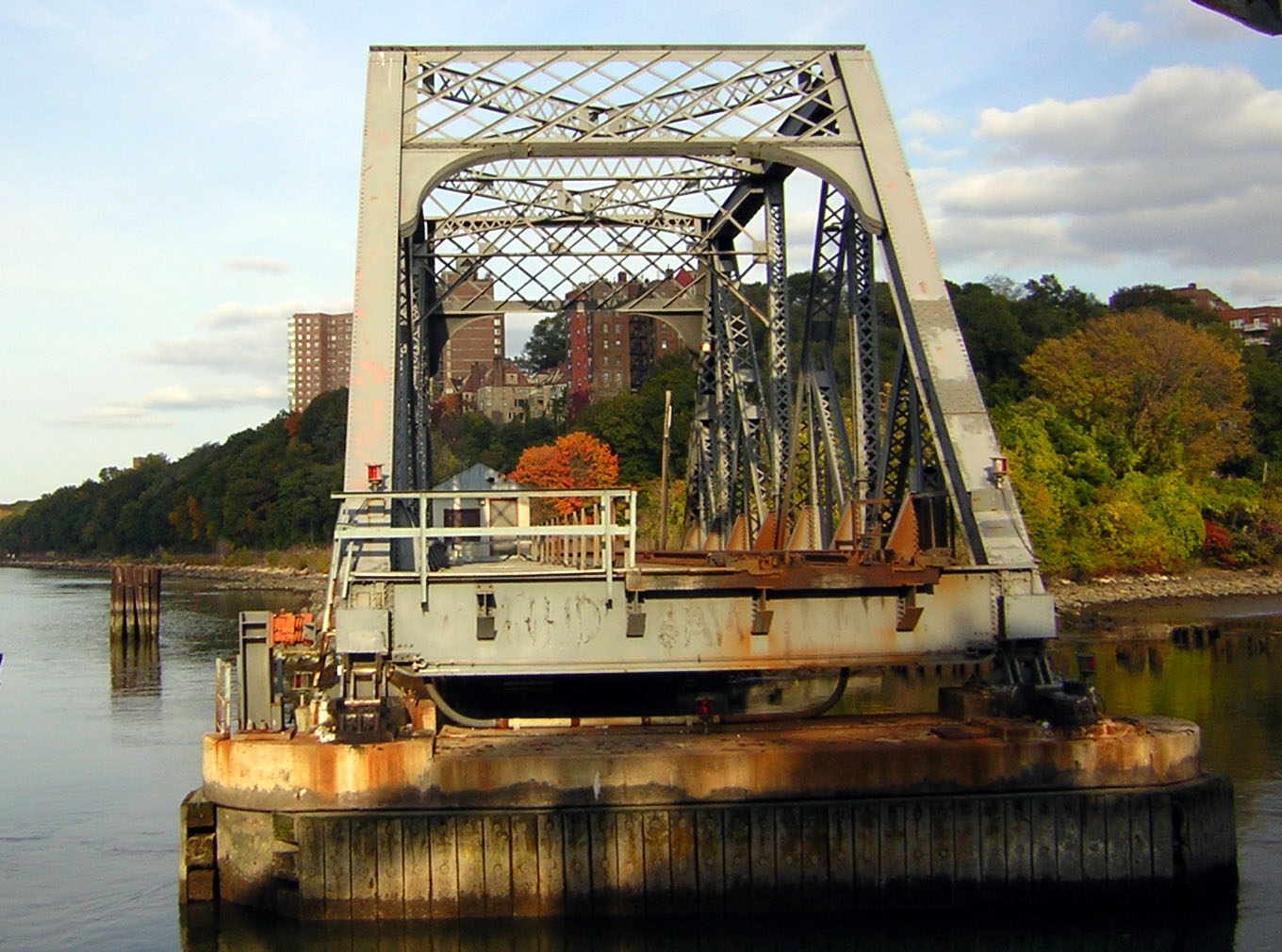
El puente Spuyten Duyvil abierto, desde El Bronx